# Pedrinhas
Pedrinhas é um município brasileiro do estado de Sergipe. Localiza-se no Litoral Sul do estado.

## História
O nome da cidade de Pedrinhas, a 89 quilômetros de Aracaju, surgiu em decorrência do Engenho Pedrinhas, construído na segunda metade do século XIX em terras dos municípios de Arauá e Itabaianinha. O proprietário do engenho, Francisco Manoel de Goes, conhecido por Chico Perpétua, construiu também em 1876 uma casa para a reunião de uma feira livre. Nas proximidades da casa havia um grande cajueiro, e foi embaixo dele que os feirantes começaram a se reunir todos os domingos.
A feira começou a progredir, atraindo novos moradores que construíam suas casas, contribuindo para a formação do arraial que recebeu o nome de Pedrinhas. Hoje a feira da cidade é realizada às segundas, em outro local. O aposentado Luiz Dias Sobrinho, 83 anos, lembra da época em que a feira ainda acontecia aos domingos. “A feira era pequena, só matavam dois bois e tinha poucas frutas e verduras, mas era muito animada”.
Em 1893, Pedrinhas tinha cerca de 20 residências. Como havia um grande número de crianças, em 29 de novembro foi criada a primeira cadeira de ensino, que passou a funcionar no ano letivo seguinte. De acordo com a Enciclopédia dos Municípios Brasileiros, em 1911 foram colocados os trilhos da Ferrovia Federal Leste Brasileiro. Como a povoação já estava bem desenvolvida, foi feita também uma estação, fato que abriu melhores possibilidades de progresso.

### Emancipação
O deputado Elias Leite apresentou à Assembleia Legislativa um projeto que, convertido na Lei nº 641, de 9 de outubro de 1913, determinou novos limites para o município de Arauá, e toda área da povoação Pedrinhas passou a pertencer a Itabaianinha.
Os trilhos da Leste Brasileiro foram os maiores responsáveis pelo desenvolvimento do povoado. Mas com o afastamento dos operários da construção da ferrovia para um local distante, o comércio de Pedrinhas passou a ter menos movimento.
A pecuária e a citricultura nascentes levaram Pedrinhas a atingir em 1953 a autonomia municipal.
A criação do município aconteceu através da Lei nº 525-A, de 25 de novembro de 1953, mas a instalação só aconteceu em 6 de fevereiro de 1955. O primeiro prefeito foi Otoniel Silveira Nascimento, e o presidente da Câmara de Vereadores, Francisco Costa e Silva.
Além da sede do município, Pedrinhas tem 17 povoados: Mutumbo de Cima, Mutumbo de Baixo, João Pinto, Bendó, Buenos Aires, Bela Vista, Caminhão, Barbosa, Areia, Mato Grosso, Baixão, Pau do Guiri, Tabuleiro, Mascarenhas, Siri, Nação e Domingos.
Pedras misteriosas de Pedrinhas
A professora Zilda Farias Lopes, 59 anos, lembra que na sua infância o lugar mais misterioso da cidade eram as grandes pedras da Fazenda Baixão. “Diziam que embaixo das pedras havia uma botija com tesouro. As pessoas iam com o objetivo de cavar, mas não tinham coragem. Certa vez, eu e algumas amigas fomos ao local e havia um monte de carvão. Então eu lembrei que minha avó dizia que botija encantada vira carvão e para voltar a ser tesouro, tínhamos que furar o dedo e deixar pingar sangue em cima”, diz ela.
Segundo Zilda, nenhuma delas queria se cortar, até que sua irmã Zaíra resolveu pegar um broche e furar o dedo. “Mas na hora, aconteceu uma ventania e a gente nem quis saber do tesouro. Saímos correndo. Minha mãe disse que era porque a gente não poderia se apoderar do que não era nosso”, lembra ela.
A professora diz que por várias vezes tentaram derrubar as pedras para que ninguém fosse mais ‘besbilhotar’ o local. “Já tentaram de tudo para quebrar os ganchinhos que seguram a pedra de cima, mas ninguém consegue”, afirma Zilda.
A fazenda Baixão tinha outra atração para a garotada: um casarão abandonado que pertencia ao coronel Francisco Teotônio que, segundo dizem os moradores da cidade, tinha até um porão com um tronco para ele maltratar os escravos. Zilda diz que dentro do casarão havia uma mesa, que era a diversão dela e das suas amigas. “Era uma mesa enorme, para 32 pessoas, com gavetas que cabiam uma menina. Uma amiga da gente entrava, nós fechávamos a gaveta e ela começava a cantar fingindo que era um rádio”, lembra Zilda. O casarão foi demolido e no local ainda existem as palmeiras imperiais que ficavam em frente à casa.
fonte: Abril,
Site de Pedrinhas e outros.

## Geografia
Localiza-se a uma latitude 11º11'30" sul e a uma longitude 37º40'26" oeste, estando a uma altitude de 165 metros. Sua população estimada em 2004 era de 8.249 habitantes.
Possui uma área de 39,93 km².